# Борегар-де-Террасон
Борега́р-де-Террасо́н (фр. Beauregard-de-Terrasson) — коммуна во Франции, находится в регионе Аквитания. Департамент — Дордонь. Входит в состав кантона От-Перигор-Нуар. Округ коммуны — Сарла-ла-Канеда.
Код INSEE коммуны — 24030.

## География

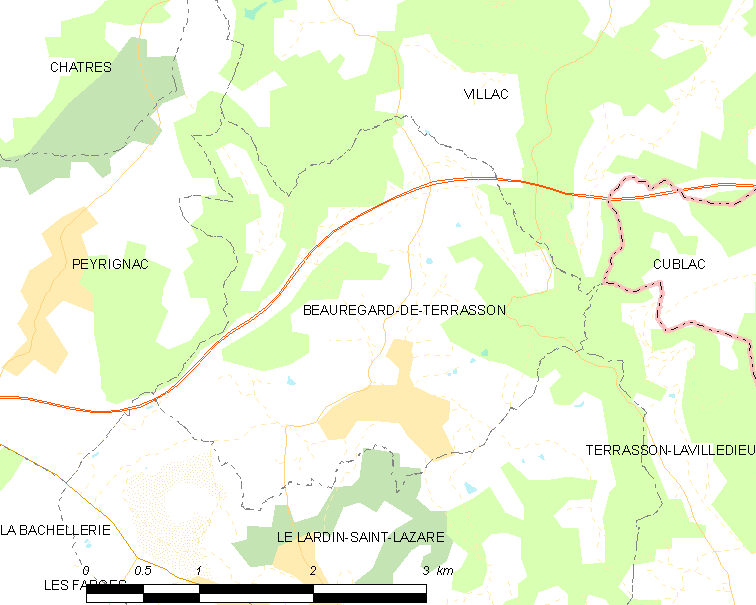
Карта коммуны

Коммуна расположена приблизительно в 430 км к югу от Парижа, в 150 км восточнее Бордо, в 45 км к востоку от Перигё.
На востоке коммуны протекает река Эль.

### Климат
Климат умеренный океанический со средним уровнем осадков, которые выпадают преимущественно зимой. Лето здесь долгое и тёплое, однако также довольно влажное, здесь не бывает регулярных периодов летней засухи. Средняя температура января — 5 °C, июля — 18 °C. Изредка вследствие стечения неблагоприятных погодных условий может наблюдаться непродолжительная засуха или случаются поздние заморозки. Климат меняется очень часто, как в течение сезона, так и год от года.

## Население
Население коммуны на 2010 год составляло 708 человек.
| 1962 | 1968 | 1975 | 1982 | 1990 | 1999 | 2010 |
| ---- | ---- | ---- | ---- | ---- | ---- | ---- |
| 406  | 436  | 533  | 575  | 653  | 654  | 708  |

## Администрация
| Период | Период | Фамилия            | Партия       | Примечания    |
| ------ | ------ | ------------------ | ------------ | ------------- |
| 2001   | 2020   | Лионель Армаганьян | беспартийный | преподаватель |

## Экономика
В 2010 году среди 425 человек трудоспособного возраста (15-64 лет) 303 были экономически активными, 122 — неактивными (показатель активности — 71,3 %, в 1999 году было 68,9 %). Из 303 активных жителей работали 279 человек (146 мужчин и 133 женщины), безработных было 24 (10 мужчин и 14 женщин). Среди 122 неактивных 28 человек были учениками или студентами, 50 — пенсионерами, 44 были неактивными по другим причинам.

## Достопримечательности
- Церковь Св. Антония
- Замок Мелле (XVII век). Исторический памятник с 1990 года[5]
- Замок Беле
- Замок Потювери

## Фотогалерея

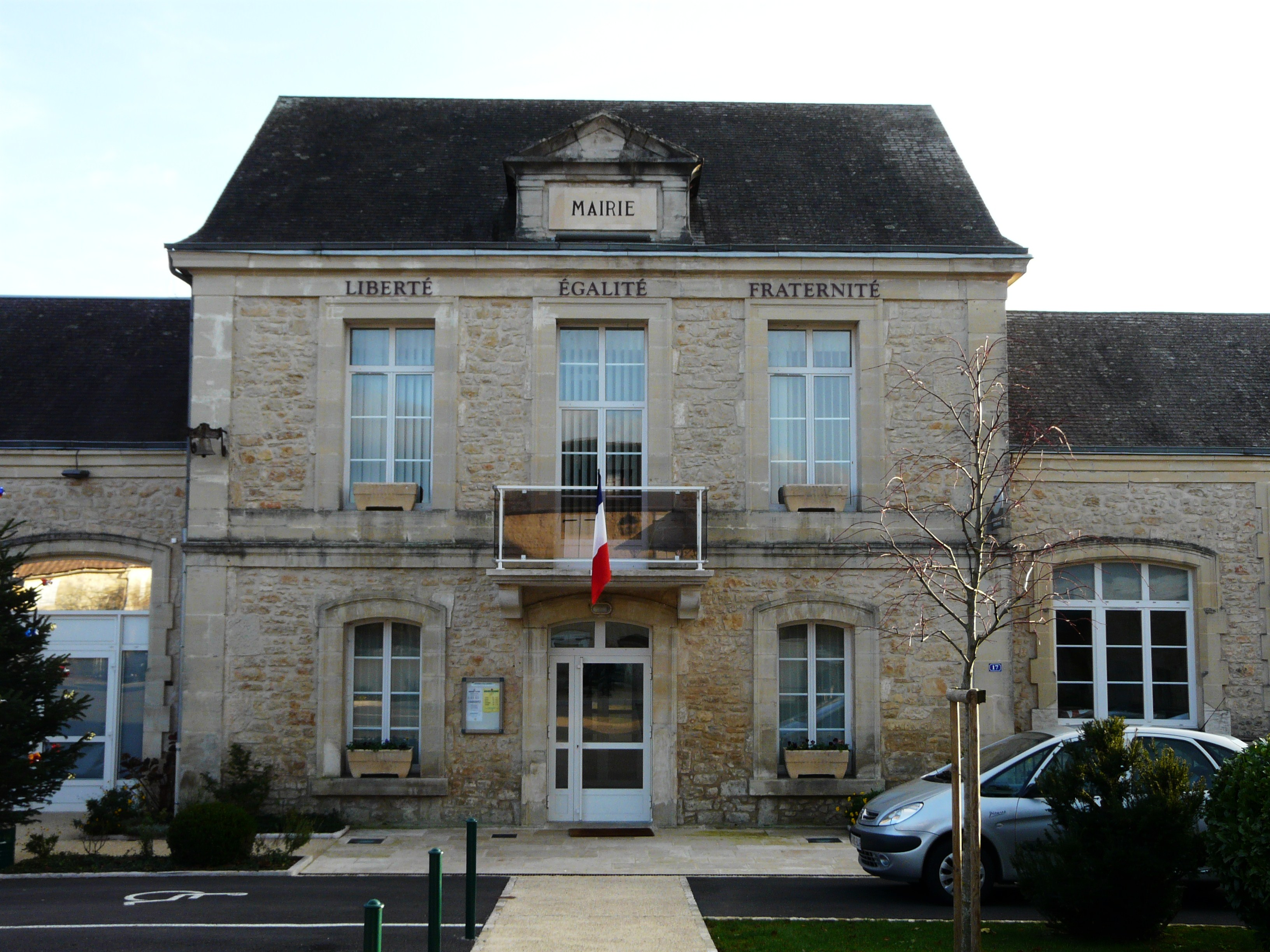
Мэрия
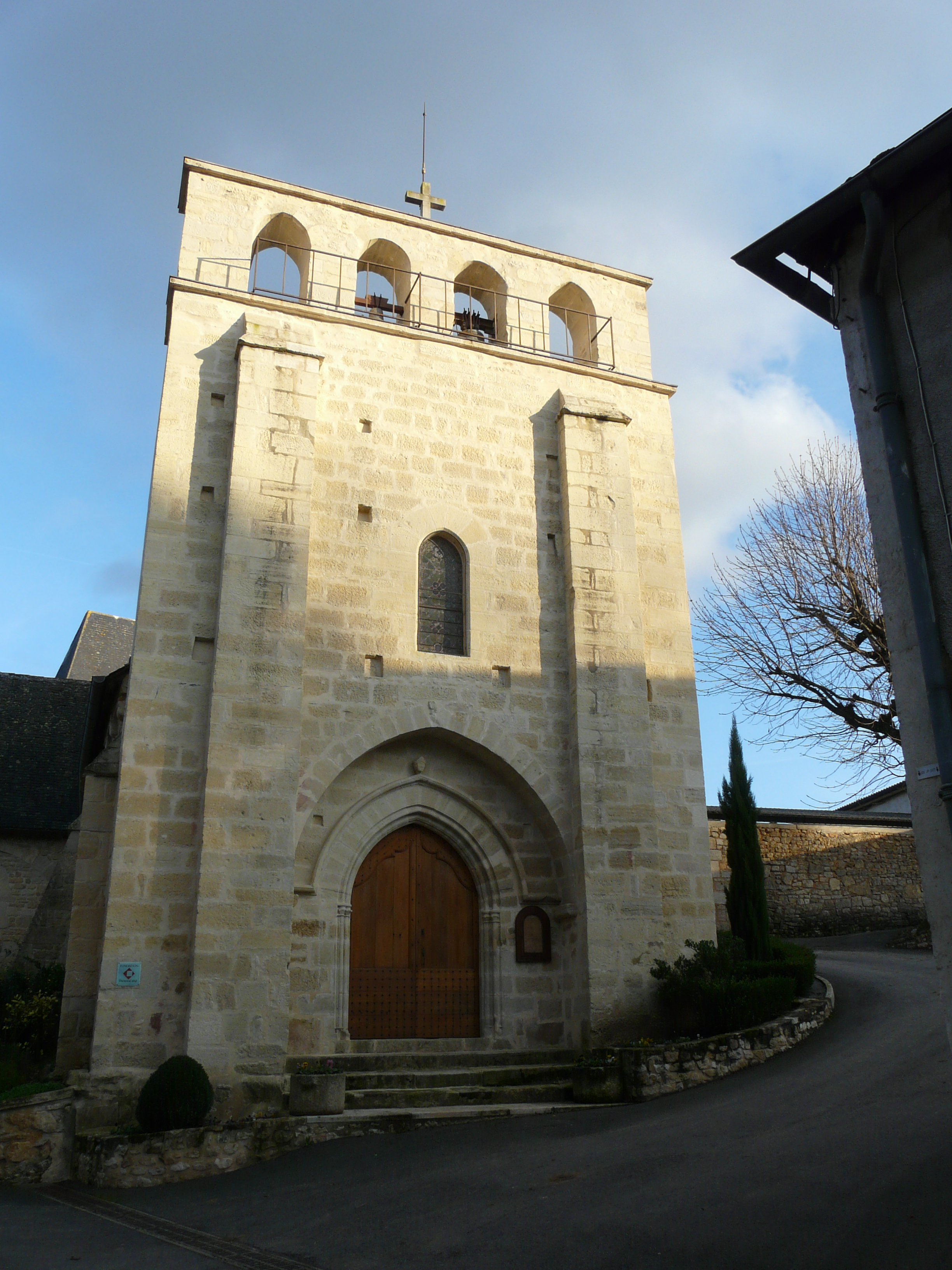
Церковь Св. Антония
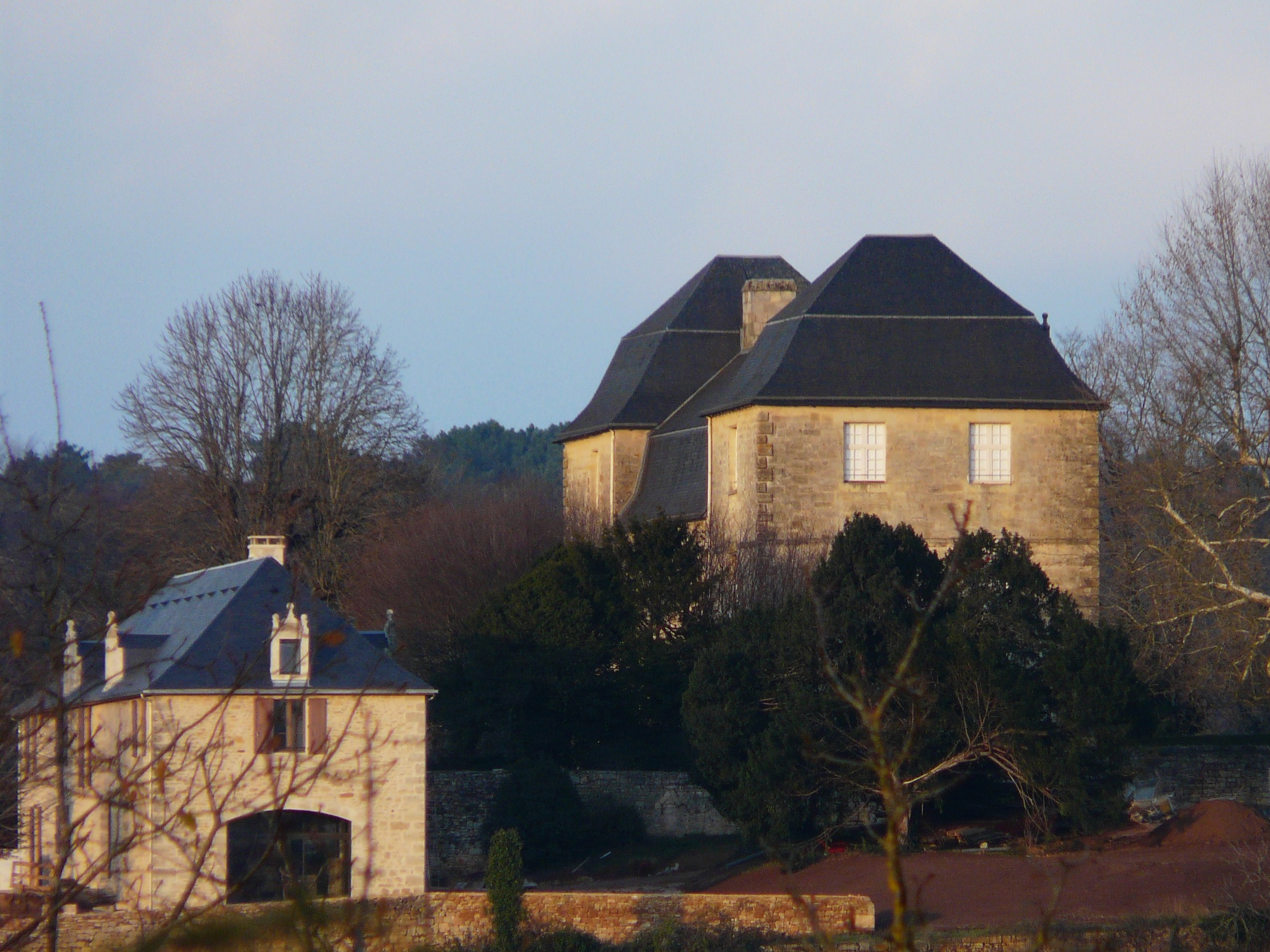
Замок Мелле
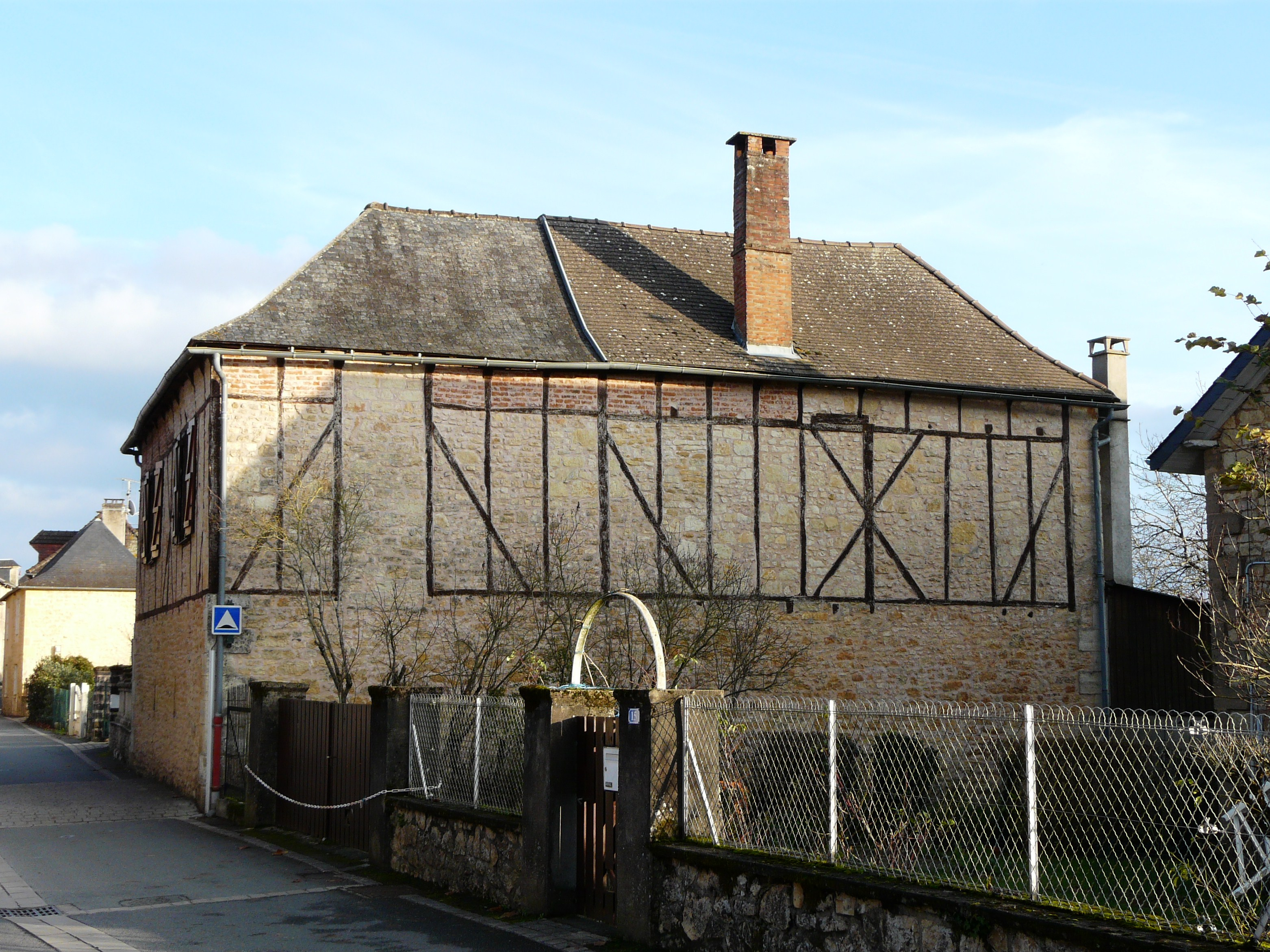
Фахверковый дом